# 九州屋
株式会社九州屋（きゅうしゅうや）は、東京都八王子市に本社を置く、青果を中心とした食品小売業をチェーン展開する企業である。
社名および店名の由来は、創業者の島田修が宮崎県出身であることから。

## 歴史・概要
1974年（昭和49年）11月に島田修が八王子市の団地をトラックで回る形で青果の行商を行ったのが始まりである。
約1ヶ月ほどで黒字転換し、1975年（昭和50年）4月に八王子市めじろ台に店舗面積約1坪の青果店を開業した。
1976年（昭和51年）5月に有限会社九州屋を設立して法人化した。
1984年（昭和59年）に聖蹟桜ヶ丘駅前の「ザ・スクエア」の八百屋の後継店舗を出店した際には、退店した八百屋の月商が50万円ほどであったため、保証金と設備費で約1億3000万円とされていたものを約100万円に減額してもらったうえで出店した。
この店舗は約30坪の売場面積で、商品を入れるショーケースを斜めにして後方から補充できるようにするなど、鮮度の高い青果を毎日売り切る営業力を一段と高める工夫を凝らした。
その様な戦略も功を奏し、当社は出店から約半年後には月商約8000万円まで売上を伸ばして繁盛店となり、その評判を聞きつけた百貨店などが視察に来るようになった。
1987年（昭和62年）10月15日に山梨県甲府市の岡島百貨店地下1階に出店し、一段と注目されるようになった。
1988年（昭和63年）1月に小田急百貨店町田店地下1階に出店し、ここでも月商約600万円から月商約1億円まで伸ばして繁盛店とすることに成功した。
当社は「立て直し屋」を使命として、大量に売ることで出店依頼を受ける様にする経営方針を採り、当初は関東地方での出店を進めていった。
その後、1992年（平成4年）4月に静岡県浜松市の松菱百貨店への出店を皮切りに全国展開に乗り出し、1993年（平成5年）9月に兵庫県尼崎市の「エース新鮮館」へ出店して関西に進出した。
また、1994年（平成6年）12月1日に「ガレリア·ユギ」の核店舗だった「柚木そごう」の撤退に伴い、同店の1階に出店していたことから、同店跡の1階全フロアを借りて子会社の「パワーセンタージャパン」が「エキサイティングプラザ祭」を開店し、パワーセンター事業に進出した。
1995年（平成7年）6月に宮崎県宮崎市のボンベルタ橘百貨店へ出店して九州に、1997年（平成9年）3月に広島県広島市の天満屋へ出店して中国地方に進出した。
同年には関連会社の「株式会社サム」の運営する海鮮レストラン「OH!サム」を八王子市に出店した。
1997年（平成9年）12月8日から有機農産物についてのプロジェクトチームを作って全国各地の有機栽培農家とも連携し、、1998年（平成10年）9月に小田急ハルクの店舗を有機農産物専門店に業態転換したほか、各店舗に有機農産物コーナーを開設するなどの取り組みを行っている。
2000年（平成12年）3月1日に「函館西武」の地下食品売り場の改装に合わせて出店した。
全国の百貨店・専門店ビルなどに青果店などを展開して集中出店していないため、仕入れなどの面でスケールメリットが働き難いことから、一部では他地方で仕入れた商品を配送して販売することも行っている。
また、初の食品スーパーを八王子市に出店する際には、商圏住民の高齢化が進んだ成熟した町となっていて、バス路線が無くて公共交通が不便であることが調査で判明したため、シャトルバスを運行にも取り組むことになった。

## 沿革
- 1974年（昭和49年）11月 - 島田修が八王子市でトラックによる青果行商を開始[3]。
- 1975年（昭和50年）4月 - 八王子市めじろ台に店舗面積約1坪の青果店を開業[3]。
- 1976年（昭和51年）5月 -  有限会社九州屋を設立して法人化[3]。
- 1984年（昭和59年）11月 - 聖蹟桜ヶ丘駅前の再開発ビル「ザ・スクエア」内に出店。SC出店開始。
- 1985年（昭和60年）5月 -  株式会社九州屋へ改組。
- 1987年（昭和62年）10月15日 - 甲府駅前の岡島百貨店内に出店[6]。百貨店出店開始。
- 1988年（昭和63年）1月 - 小田急百貨店町田店内に出店[4]。
- 1992年（平成4年）4月 - 静岡県浜松市の松菱百貨店に出店して全国展開を開始[4]。
- 1993年（平成5年）9月 - 兵庫県尼崎市の「エース新鮮館」に出店して関西に進出[4]。
- 1994年（平成6年）5月 - 八王子市越野に現本社ビルが完成。
- 1995年（平成7年）6月 - 宮崎県宮崎市のボンベルタ橘百貨店に出店して九州に進出[4]。
- 1997年（平成9年）3月 - 広島県広島市の天満屋に出店して中国地方に進出[4]。
- 2015年（平成27年）9月 ‐ 産業ガス大手エア・ウォーターが株式の55％を取得。

### かつて存在した店舗

#### 東京都
- 柚木そごう（東京都八王子市南大沢2-28-1[16]、1992年（平成4年）6月7日開店[17]）

「柚木そごう」の1階に出店していた。
- エキサイティングプラザ祭（東京都八王子市南大沢2-28-1[16]、1994年（平成6年）12月1日開店[10]）

「ガレリア·ユギ」の核店舗だった「柚木そごう」跡の1階全フロアを借りて子会社の「パワーセンタージャパン」が開設したパワーセンターで、当社が青果と鮮魚売り場を担当し、精肉のニュークイックやスーパーの「ベスト」などが出店する形で開業した。
- 赤羽パルロード1アピレ（東京都北区赤羽1-7・アピレ地下1階[18]、1995年（平成7年）11月10日開店[18]）

- 八王子東急スクエア（東京都八王子市旭町9-1[19]、1997年（平成9年）3月14日開店[19]）

地下1階の「フレッシュマーケット」の一角に出店していた。
- 海鮮レストラン OH!サム（東京都八王子市[11]、1995年（平成7年）開店[11]）

#### 神奈川県
- 小田急相模大野ステーションスクエア（神奈川県相模原市上鶴間3510[21]、1996年（平成8年）11月1日開店[21]）

相模大野小田急（B館）2階の「生鮮市場」の一角に出店していた。
- 横須賀モアーズシティ（神奈川県横須賀市若松町2-30[23]・横須賀モアーズシティ地下1階[24]、1997年（平成9年）10月1日開店[23]）

#### 埼玉県
- 岡島パワーセンター熊谷店（埼玉県熊谷市久保島字大久保981-1[25]、1994年（平成6年）12月1日開店[25]）

#### 茨城県
- つくばショッピングセンター・アッセ（茨城県つくば市大字上横場2143[26]・つくばショッピングセンター・アッセ1階[27]、1995年（平成7年）10月1日開店[27]）

#### 山梨県
- 岡島百貨店地下1階[7]（山梨県甲府市丸ノ内1-21-15[6]、1987年（昭和62年）10月15日開店[6]）
- 岡島パワーセンター田富店[5]（山梨県南巨摩郡田富町西花輪字古宮4424-8[28]、1993年（平成5年）9月15日開店[28]）

岡島百貨店の系列スーパー「ファミリコタウン」を改装してパワーセンターに業態転換した店舗であった。
売場面積約165m2
- 岡島パワーセンター竜王店（山梨県南巨摩郡竜王町篠原834[31]、1993年（平成5年）11月10日開店[31]）

- 岡島パワーセンター都留店（山梨県都留市2-833[32]、1994年（平成6年）1月29日開店[32]）

- 岡島BIGパワーセンター昭和店（1994年（平成6年）6月2日開店[7]）

- 岡島パワーセンター白根店（1994年（平成6年）10月19日開店[7]）

#### 長野県
- 岡島茅野店食料品パワーセンター（長野県茅野市、1994年（平成6年）5月14日開店[7]）

#### 静岡県
- 松菱百貨店（静岡県浜松市鍛冶町124[33]、1992年（平成4年）4月開店[4]）

#### 京都府
- 立花店（京都府京都市伏見区桃山町山ノ下32[34]アミューズメント棟[35]、1996年（平成8年）11月26日開店[36]）

売場面積206m2

#### 大阪府
- プラットプラット店（大阪府堺市戎島町3-22-1プラットプラット[37]、2000年（平成12年）7月1日開店[37]）

#### 兵庫県
- 立花店（尼崎市七松町1-9-15[38]、1993年（平成5年）9月開店[38]）

- エース新鮮館伊丹店（伊丹市中央4-5-14[38]、1994年（平成6年）4月開店[38][10]）

エースの本店を改装して新装開店した際に出店していた。
- エース新鮮館園田店（尼崎市東園田町4-30-2[39]、1997年（平成9年）9月5日開店[39]）

- エース新鮮館西神店（神戸市西区[10]、1994年（平成6年）12月1日開店[10]）

プレンティに出店していたダイエーの「イタリアーノ」跡の約600m2に出店した「エース新鮮館」内に出店していた。

#### 広島県
- 天満屋（広島県広島市[4]、1997年（平成9年）3月開店[4]）

#### 福岡県
- ビッグウェイ大宰府店（福岡県大宰府市、1995年（平成7年）12月8日開店[40]）

#### 大分県
- コスモピア専門店街（大分県別府市、1996年（平成8年）3月1日開店[41]）

コスモピア専門店街地下1階の「食彩通り」の一角に出店していた。

#### 宮崎県
- ボンベルタ橘百貨店（宮崎県宮崎市、1995年（平成7年）6月開店[4]）

#### 北海道
- 函館西武店（北海道函館市、2000年（平成12年）3月1日開店[13]）

「函館西武」の地下食品売り場の改装に合わせて出店した。

#### 青森県
- 中三弘前店（青森県弘前市土手町49-1[33]、1995年（平成7年）開店[43]）

中三弘前店の増床後に出店していた。